# 葛原信号場
葛原信号場（くずはらしんごうじょう）は、かつて福岡県北九州市小倉区（現・小倉南区）葛原にあった、日本国有鉄道（国鉄）日豊本線の信号場（廃駅）である。設置当初は、単線区間の行き違い型信号場であったが、複線化の進展に伴って単線区間と複線区間の境界型信号場となり、1965年（昭和40年）3月30日に当信号場を含む区間の複線化完成により廃止となった。

## 歴史
- 1952年（昭和27年）5月1日：開業。
- 1963年（昭和38年）9月20日：当信号場 - 朽網駅間が複線化。
- 1965年（昭和40年） 
  - 3月29日：城野駅 - 当信号場間が複線化。
  - 3月30日：廃止。

## 隣の駅
日本国有鉄道
日豊本線
城野駅 - 葛原信号場 - 下曽根駅